# Geul (sleuf)

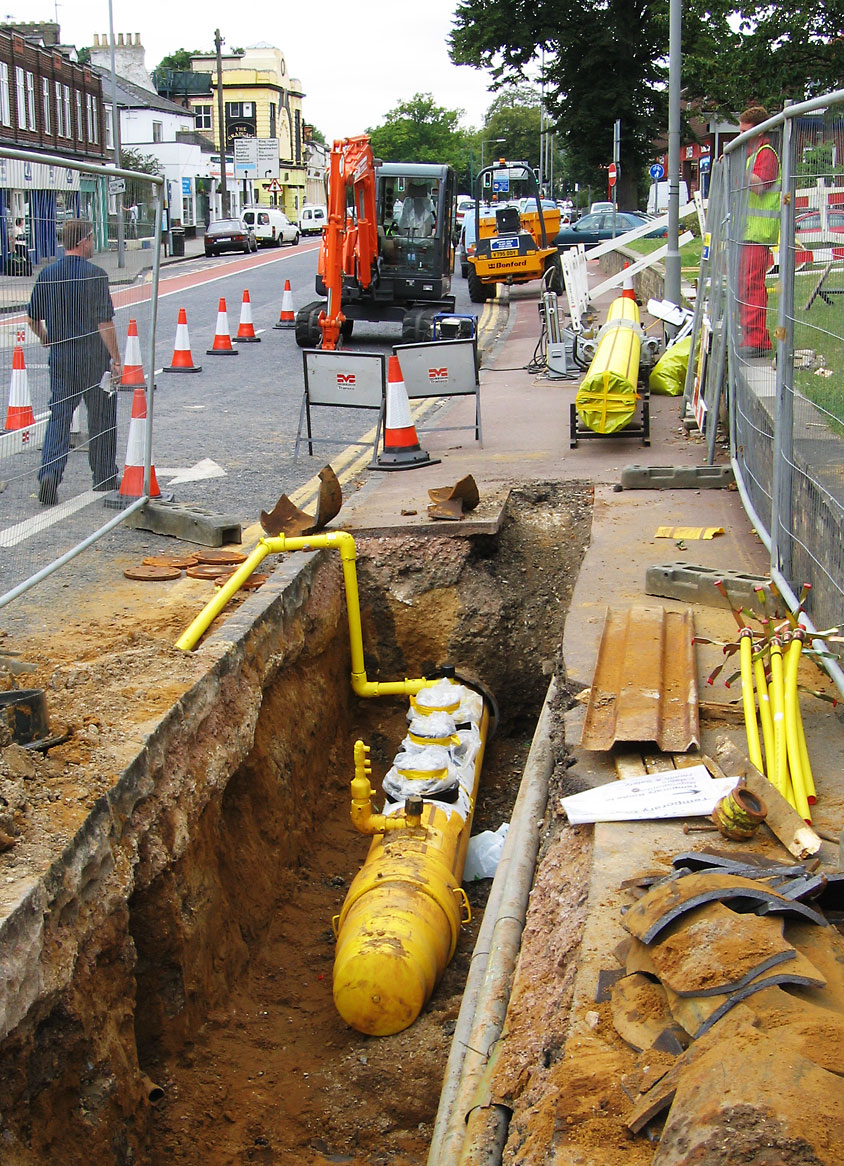
een gasleiding in een sleuf

Een geul of sleuf is een langwerpige verlaging in de bodem. Een geul kan zowel op land als in de waterbodem voorkomen. Een geul kan door menselijke (mechanische) invloeden of door natuurlijke invloeden zoals erosie en golfwerking ontstaan. Als er sprake is van een verlaging van het terrein door geologische invloeden spreekt men over een slenk.

## Onder water

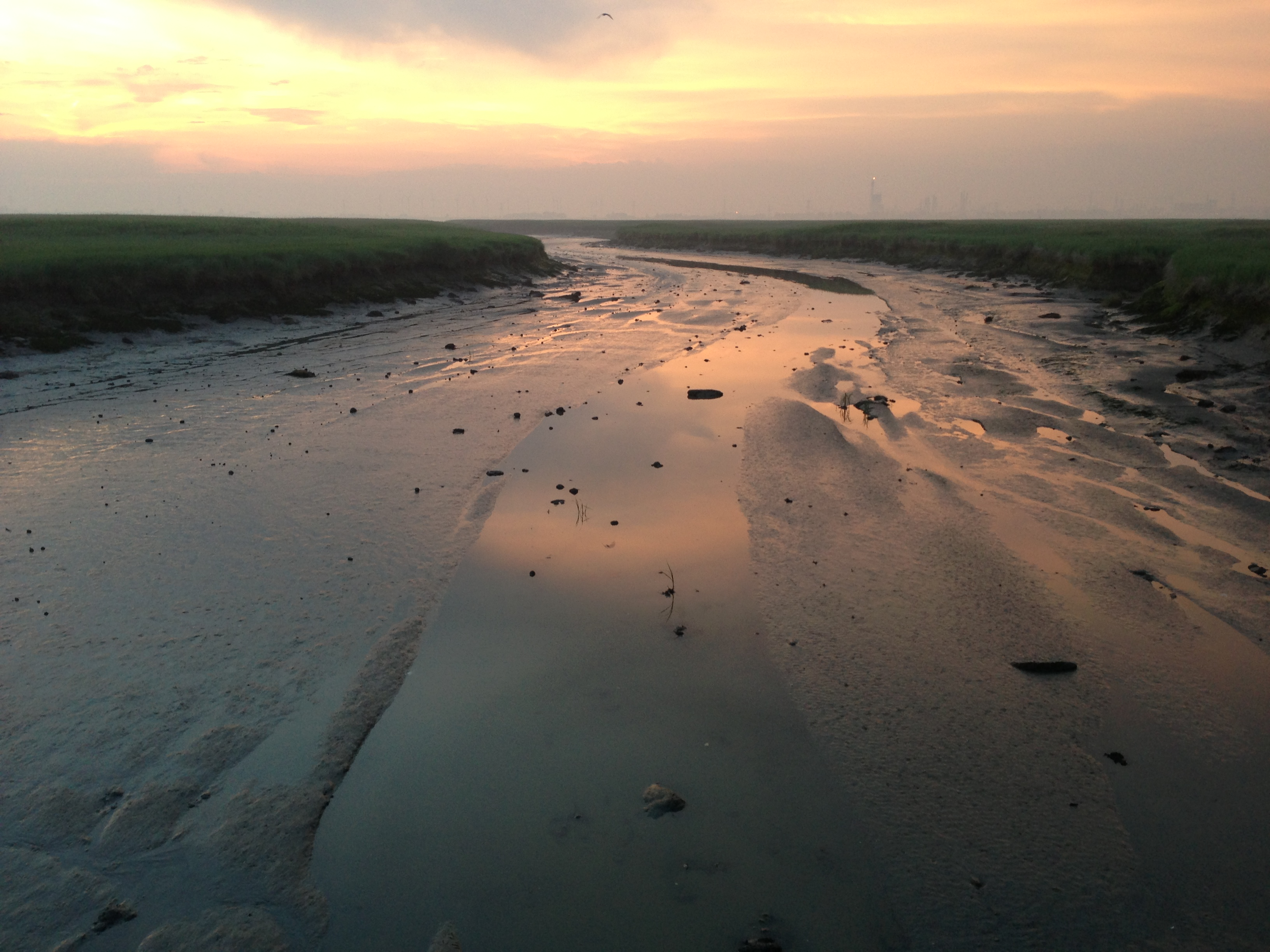
Een van de vele geulen uit het Verdronken Land van Saeftinghe bij laagwater.

Geulen onder water worden door schepen gebruikt als vaargeul, ook wel havengeul of zeegeul genoemd. Schepen maken gebruik van het plaatselijk diepere water om naar verder landinwaarts gelegen plaatsen te kunnen varen.
Geulen dienen in getijdengebieden zoals een wad ook als afvoerroute van water bij afgaand tij of als aanvoerroute bij opkomend tij. Het zijn een soort riviertjes die over het wad lopen. Bij vloed stromen ze vol en bij eb voeren ze het water af. Zo worden ze steeds dieper.

## Civiele techniek
In de civiele techniek wordt een geul (ook wel sleuf genoemd) gebruikt voor de aanleg van ondergrondseinfrastructuur zoals kabels en leidingen.